# Titeuf, le film
Titeuf, le film (br/pt: Titeuf O Filme) é um filme de animação franco-suíço de 2011, dirigido por Zep, autor da série em quadrinhos Titeuf.

## Sinopse
Titeuf faz tudo para chamar a atenção de Nadia, mas ela não o convida para seu aniversário. Porém, uma notícia ainda pior faz da vida de Titeuf um caos total.